# Metinaro (Verwaltungsamt)
| \| \| |
|       |

|  |

Metinaro ist ein osttimoresisches Verwaltungsamt (portugiesisch Posto Administrativo) in der Gemeinde Dili.  Der Sitz der Verwaltung liegt im Ort Metinaro.

## Geographie

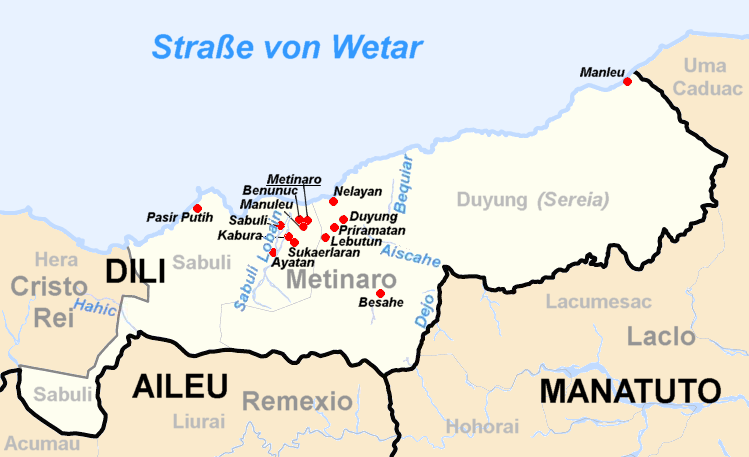
Das Verwaltungsamt Metinaro (Verwaltungsgrenzen bis 2015)

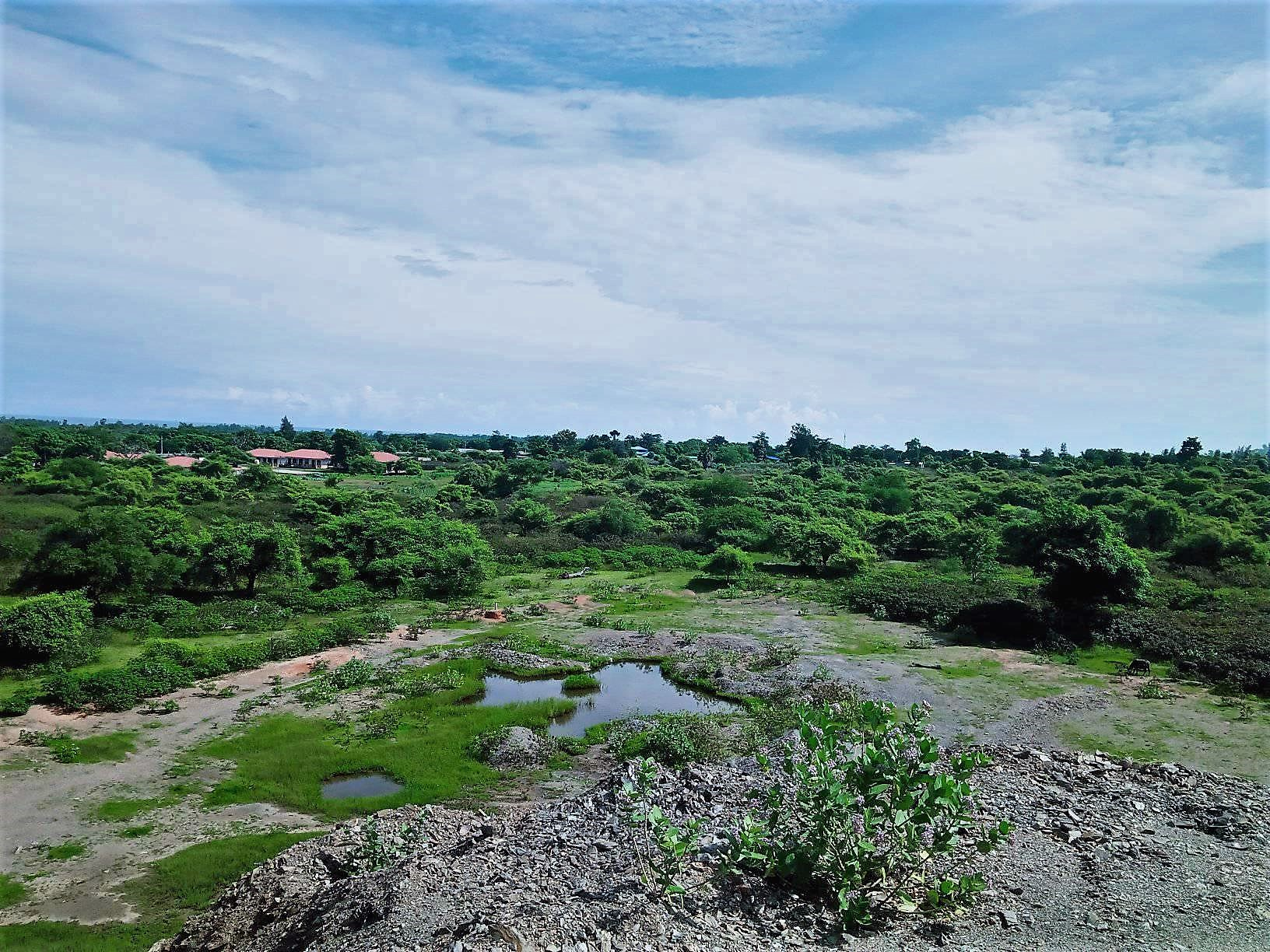
In Metinaro

Bis 2014 wurden die Verwaltungsämter noch als Subdistrikte bezeichnet.
Metinaro bildet den Osten der Gemeinde Dili und ist im Gegensatz zu den meisten anderen Verwaltungsämtern der Gemeinde der Landeshauptstadt ländlich strukturiert. Westlich befindet sich das Verwaltungsamt Cristo Rei, südlich das Verwaltungsamt Remexio (Gemeinde Aileu) und südöstlich das Verwaltungsamt Laclo (Gemeinde Manatuto). Im Norden liegt die Straße von Wetar. Vor der Gebietsreform 2015 hatte Metinaro eine Fläche von 91,24 km². Nun sind es 85,41 km². Während es Gebiete im Süden von Laclo erhielt, gab Metinaro Territorien im Westen an Cristo Rei ab.
Das Verwaltungsamt Metinaro teilt sich in die drei Sucos Wenunuc (Bebunuc, Duyung, Sereia), Mantelolão und Sabuli. Mantelolão wurde erst 2017 von Wenunuc abgetrennt.
Im Nicolau Lobato Trainingszentrum nahe Metinaro ist das 2. Bataillon der Verteidigungskräfte Osttimors (FDTL) stationiert. Beim Ort Manleu im Suco Wenunuc befindet sich der Nationale Heldenfriedhof (Jardim dos Heróis e martires da Pátria).

## Einwohner
In Metinaro leben 7.169 Menschen (2022), davon sind 3.687 Männer und 3.482 Frauen. Im Verwaltungsamt gibt es 1.250 Haushalte.
Im Gegensatz zu den städtischen Verwaltungsämtern von Dili, wo mehrheitlich Tetum gesprochen wird, spricht die Mehrheit in Metinaro die Nationalsprache Mambai. Weitere größere Sprachgruppen sind Galoli, Nanaek und Makasae.
Der Altersdurchschnitt im Verwaltungsamt beträgt 18,6 Jahre (2010, 2004: 17,8 Jahre).

## Geschichte

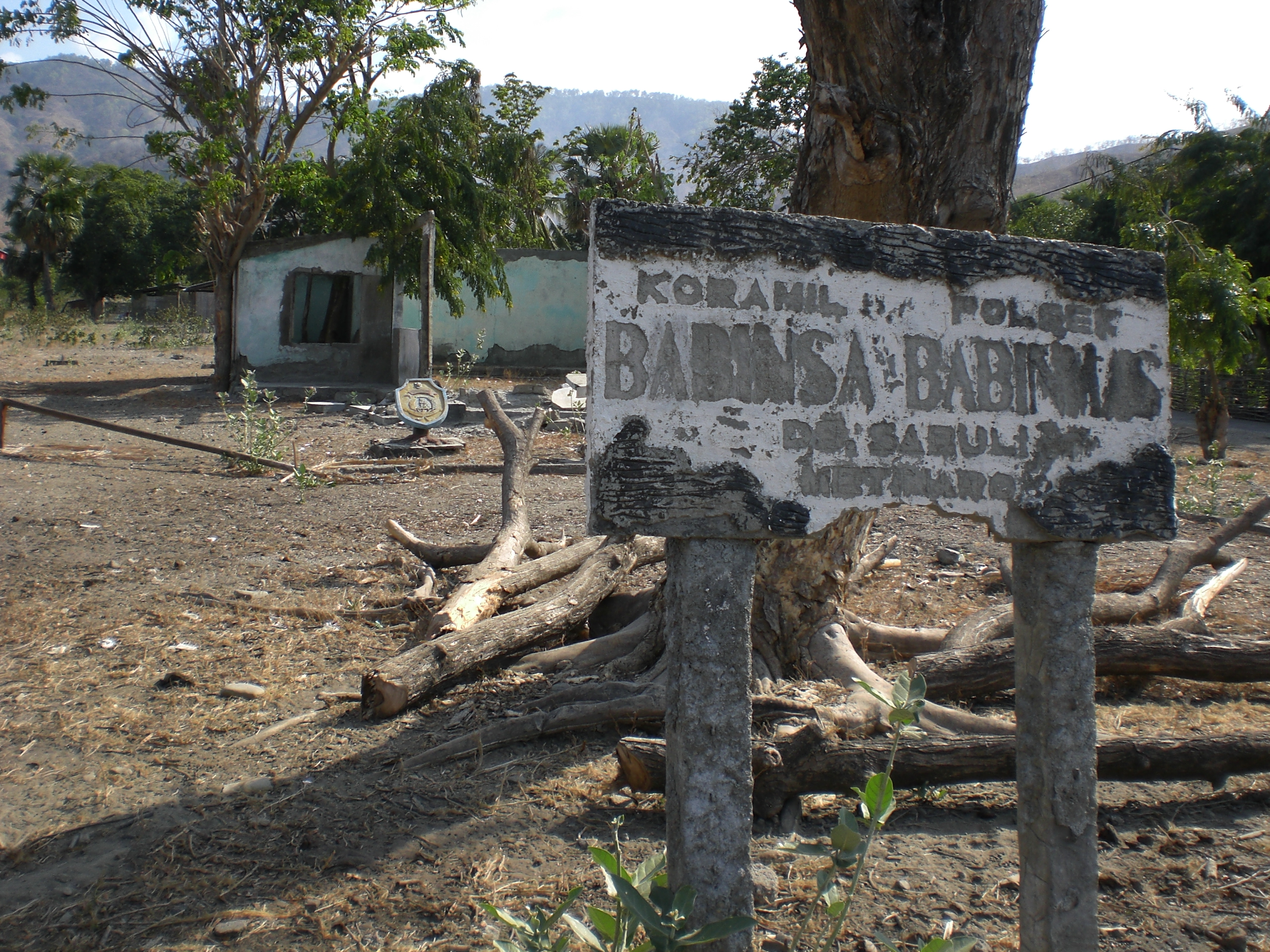
Ehemaliges Koramil-Gebäude

Das Gebiet Metinaros und Heras gehörte bis an die heutige Grenze zum Verwaltungsamt Cristo Rei, mit dem Bergmassiv des Cacusa, ursprünglich zum Reich von Laclo. Erst mit der Gründung des Ortes Metinaro in den 1960er-Jahren wurde das Land von der Einflusssphäre des Liurai von Laclo abgetrennt. Metinaro wurde zu einem eigenen Posto innerhalb des Kreises Dili. Als Kecamatan blieb Metinaro auch während der indonesischen Besatzungszeit (1975–1999) bestehen.
Im Ort Metinaro gab es 1978 ein Lager für Osttimoresen, die zur besseren Kontrolle von den indonesischen Besatzern umgesiedelt werden sollten. Bis Mitte 1979 wurden hier 40.000 Menschen festgehalten.
Zwischen Juli und August 1999, früher als im Rest Osttimors, hatten die meisten Einwohner Metinaros aufgrund der Gewaltwelle den Ort verlassen. Pro-indonesische Milizen (Wanra) hatten die Bevölkerung terrorisiert, 70 % des Ortes wurden zerstört.
Seit den Unruhen von 2006 lebten bis zu 9000 Flüchtlinge in einem Lager in der Nähe des Nicolau Lobato Trainingzentrums. Das Lager konnte im Juni 2009 geschlossen werden.
Infolge der Parlamentswahlen am 30. Juni 2007 und der anschließenden Beauftragung von Xanana Gusmão zur Regierungsbildung kam es in vielen Teilen des Landes zu gewaltsamen Ausschreitungen und Kämpfen zwischen Anhängern der neuen Regierung und Sympathisanten der FRETILIN. Am 22. August kämpften hundert bis dreihundert mit Macheten, Stahlpfeilen und Bögen gegeneinander. Die Polizei brachte die Situation wieder unter ihre Kontrolle, doch der Markt wurde komplett niedergebrannt. Drei Personen wurden verhaftet. Am Tag darauf kam es erneut zu Kämpfen, bei denen zehn Häuser in Flammen aufgingen.

## Politik

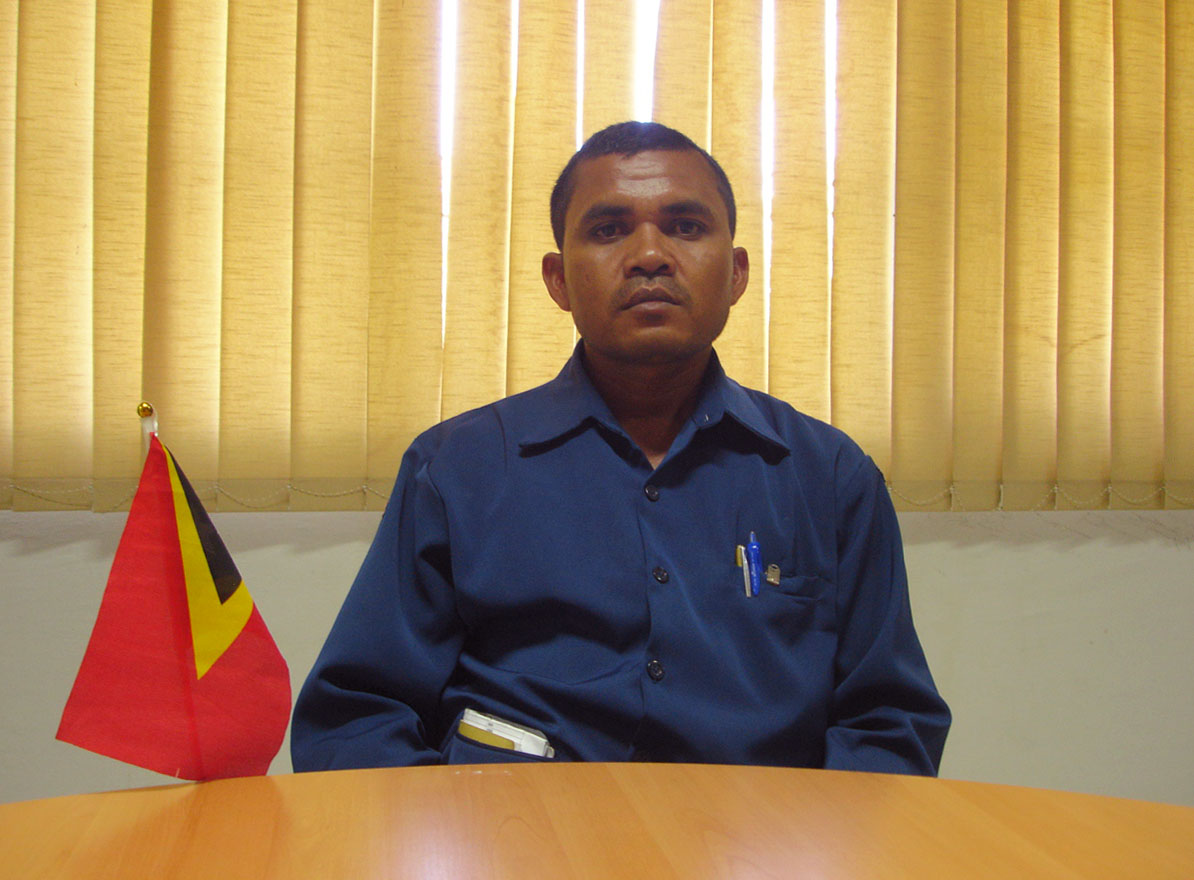
Administrator Fausto Soares Dias (2013)

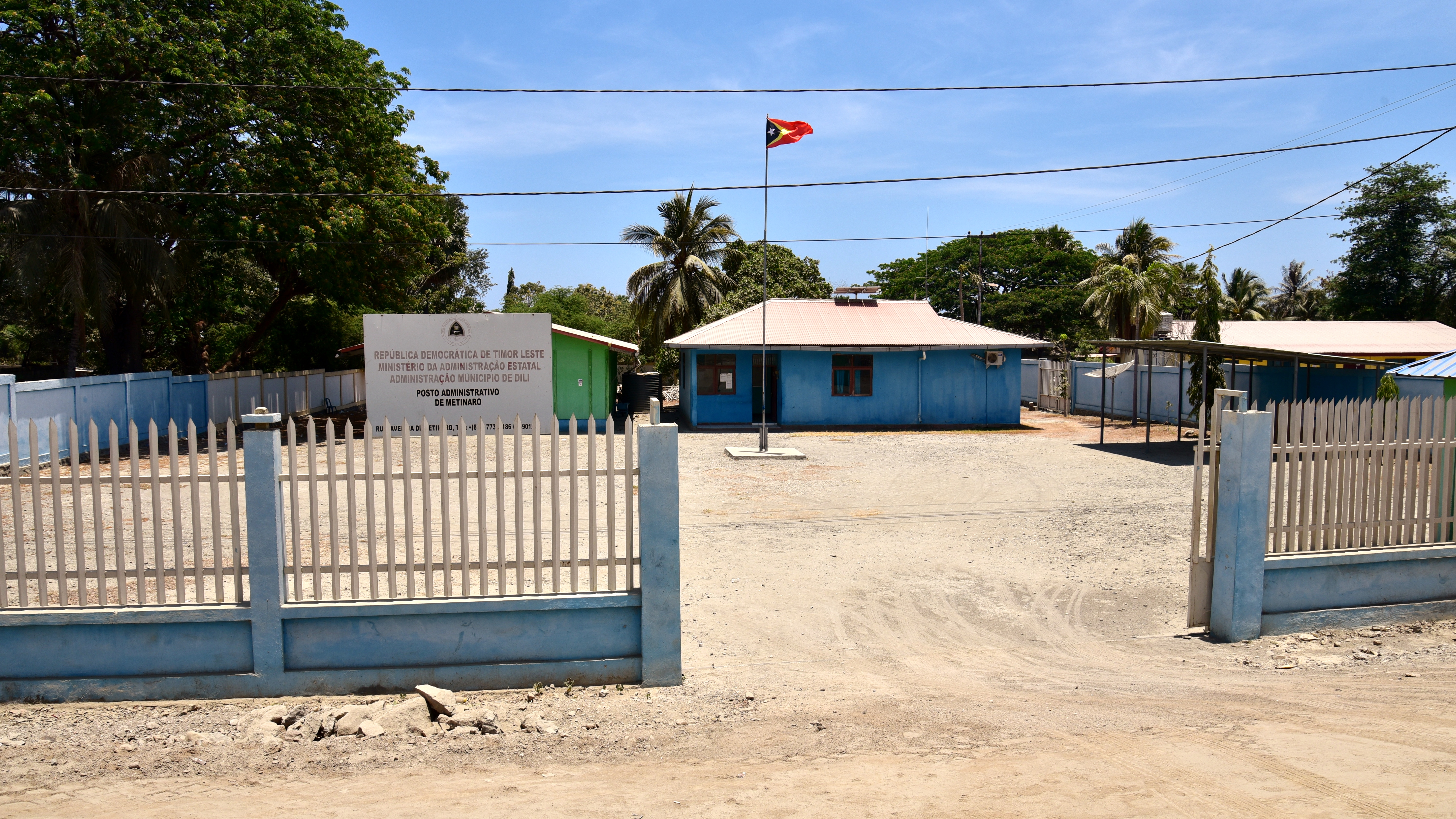
Sitz des Verwaltungsamtes Metinaro

Der Administrator des Verwaltungsamts wird von der Zentralregierung in Dili ernannt. 2015/2016 war dies Fausto Soares Dias. 2021 wurde Julio Norberto zum Administrator ernannt und am 29. Januar 2024 Domingos Soares.

## Wirtschaft
44 % der Haushalte in Metinaro bauen Mais an, 35 % Kokosnüsse, 30 % Maniok, 11 % Gemüse und 4 % Kaffee.
Vor Metinaro befinden sich touristisch interessante Tauchgebiete mit einer farbenprächtigen Tierwelt.

## Galerie

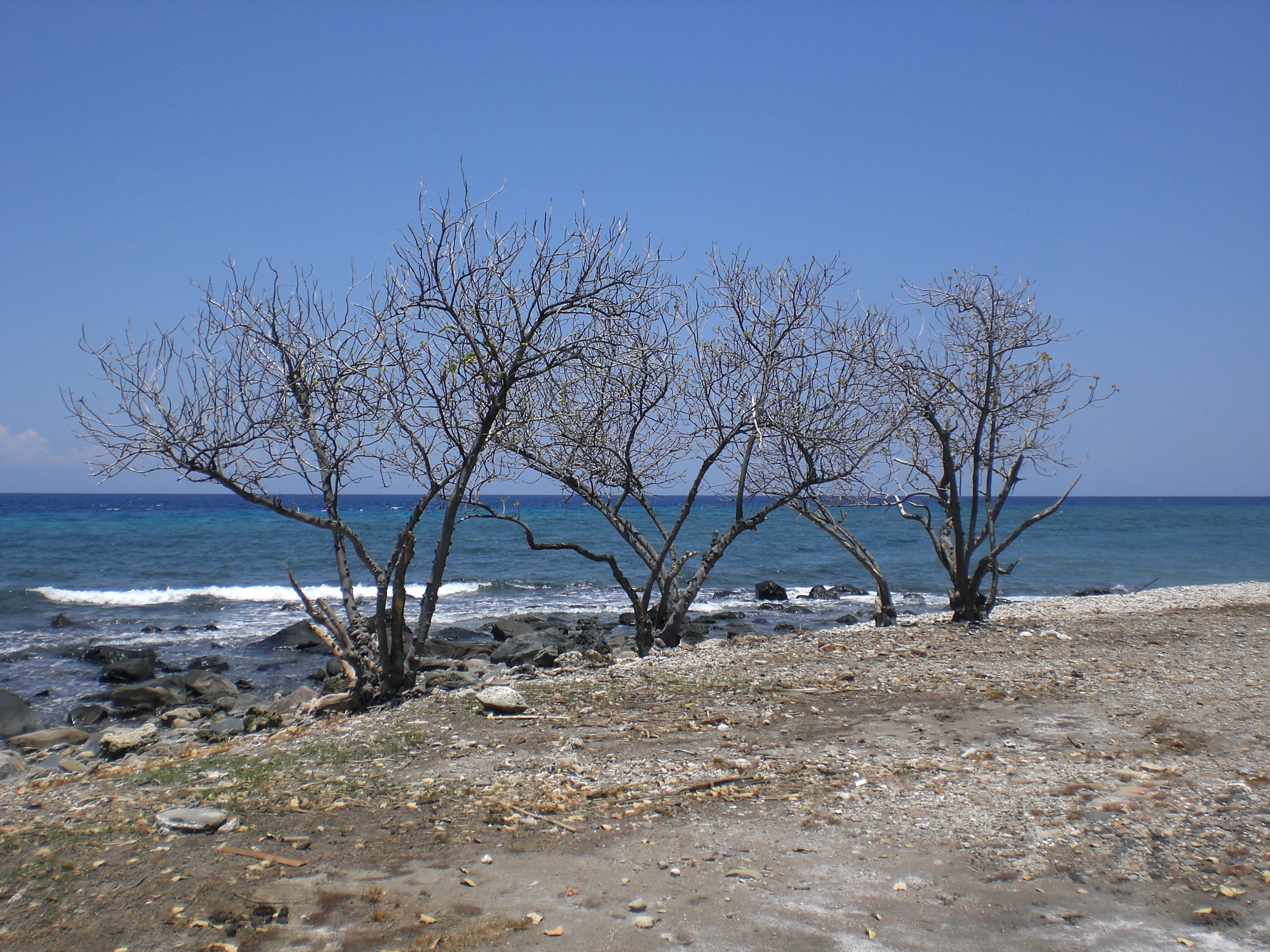
Vier heilige Bäume
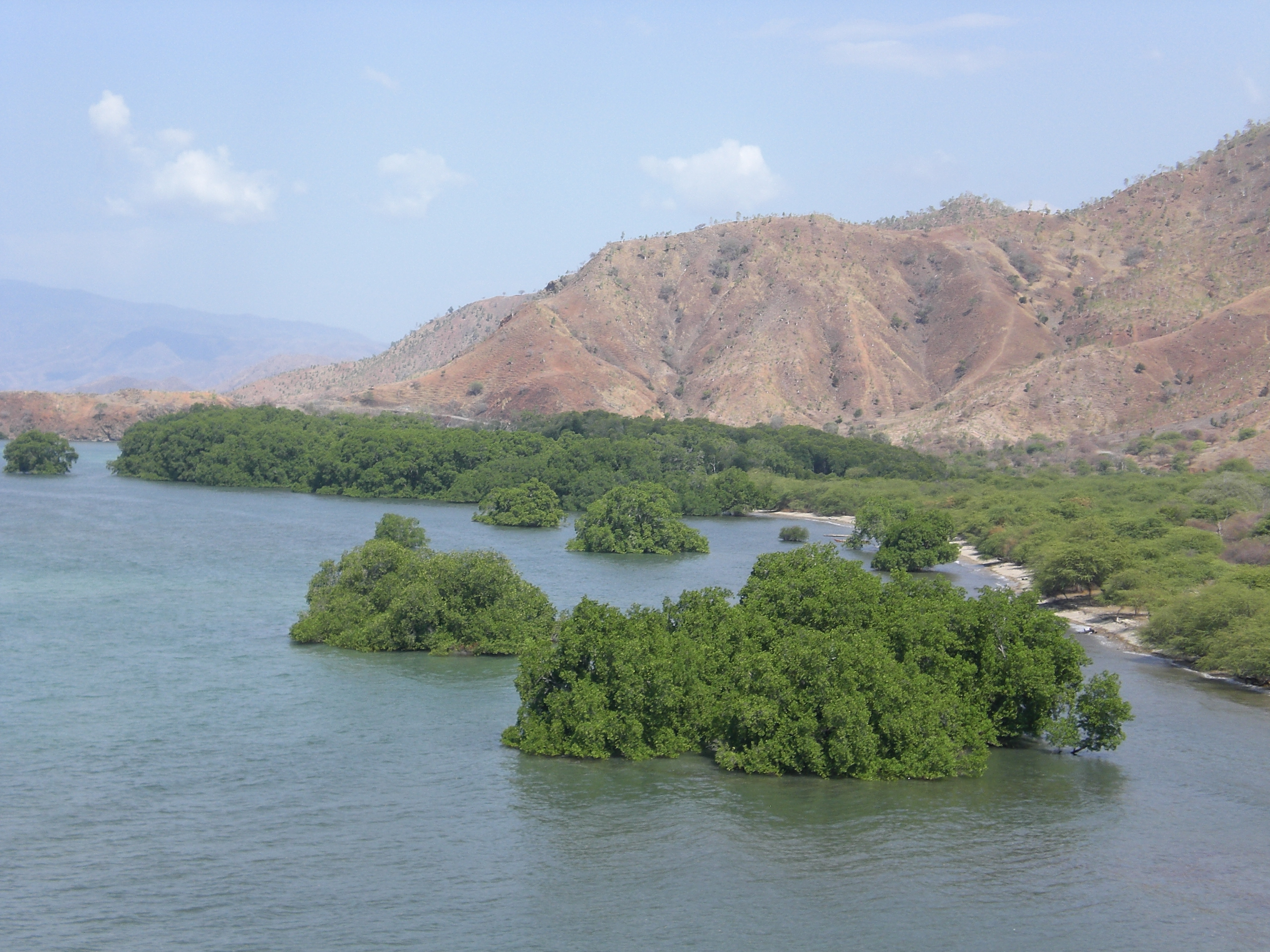
Mangroven in Metinaro
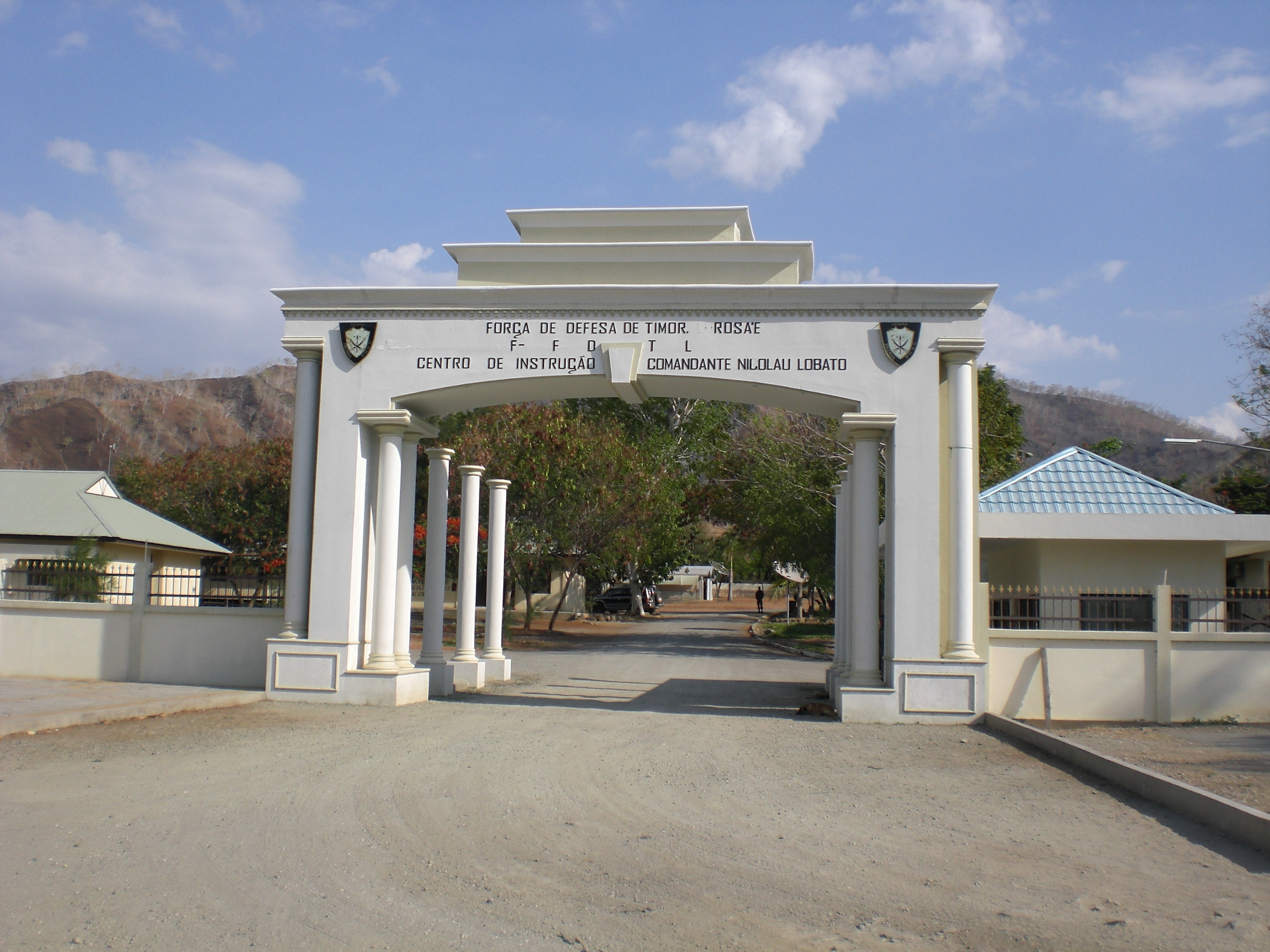
Trainingszentrum der F-FDTL
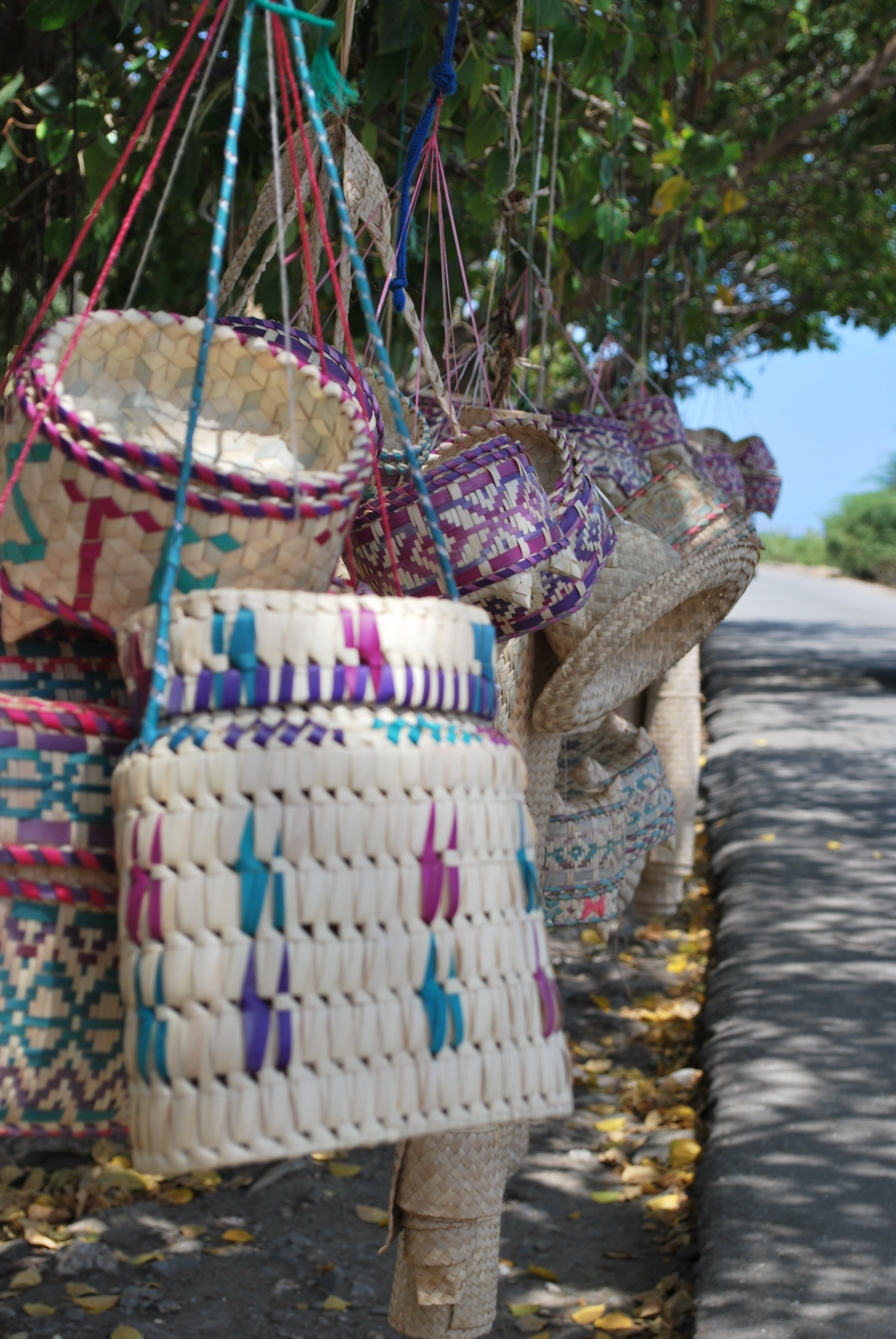
Geflochtene Körbe aus Metinaro